# دکیتر (ایلینوی)
دکیتر (به انگلیسی: Decatur, Illinois) یک شهر در ایالات متحده آمریکا با جمعیت ۷۶٬۱۲۲ نفر است که در ایلی‌نوی واقع شده‌است.

## موقعیت جغرافیایی
موقعیت جغرافیایی شهرها و مناطق اطراف به شرح زیر است: